# Биология Аристотеля
Биология Аристотеля — теория биологии, основанная на систематических наблюдениях и сборе данных, главным образом зоологических, изложенная в трудах античного философа Аристотеля. Многие из его наблюдений были сделаны во время его пребывания на острове Лесбос, в том числе особенно его описания морской биологии лагуны Пирры, ныне залива Каллони. Его теория основана на его концепции формы, которая происходит от платоновской теории форм, но заметно отличается от неё.
Аристотель описывает пять основных биологических процессов, а именно метаболизм, регулирование температуры, обработку информации, эмбриогенез и наследование. Каждый из них был определён с некоторыми подробностями, в некоторых случаях достаточными для того, чтобы современные биологи могли создавать математические модели описанных механизмов. Метод Аристотеля также напоминал стиль науки, используемый современными биологами при исследовании новой области, с систематическим сбором данных, обнаружением закономерностей и выводом из них возможных причинно-следственных объяснений. Он не проводил опытов в современном понимании, а наблюдал за живыми животными и проводил вскрытия. Он называет около 500 видов птиц, млекопитающих и рыб и различает десятки насекомых и других беспозвоночных. Аристотель описал внутреннюю анатомию более ста животных и препарировал около 35 из них.
Сочинения Аристотеля по биологии, первые в истории науки, разбросаны по нескольким книгам, составляя около четверти сохранившихся его сочинений. Основными текстами по биологии были «История животных», «Порождение животных», «Движение животных», «Развитие животных», «Части животных» и «О душе», а также утерянные рисунки «Анатомий», сопровождавшие «Историю».
Помимо Теофраста, ученика Аристотеля, который написал «Исследование о растениях», в Древней Греции не проводилось исследований сопоставимого масштаба, хотя эллинистическая медицина в Египте продолжила исследование человеческого тела, начатое Аристотелем. Биология Аристотеля оказала влияние на средневековый исламский мир. Перевод арабских версий и комментариев на латынь вернул знания об Аристотеле в Западную Европу, но единственным биологическим трудом, широко преподаваемым в средневековых университетах, был трактат Аристотеля «О душе». Связь его работы со средневековой схоластикой, а также ошибки в его теориях заставили ученых раннего Нового времени, таких как Галилей и Уильям Харви, отвергнуть Аристотеля. Наиболее широкое признание Аристотель получил среди зоологов, и некоторые из его давно высмеиваемых наблюдений в области морской биологии в наше время оказались верными.